# Estación de Schönbrunn
La estación de Schönbrunn es una estación de la línea 4 del metro de Viena. Se encuentra en el distrito XIII. Conecta con la línea de autobús 10A.